# 장흔
장흔(張訢, ? ~ 기원전 123년)은 전한 중기의 관료로, 개국공신 장열의 증손이다.

## 생애
경제 3년(기원전 154년), 아버지 장집의 뒤를 이어 안구후(安丘侯)에 봉해졌다.
경제 5년(기원전 152년), 봉상에 임명되었다.
원삭 6년(기원전 123년)에 죽으니 시호를 강(康)이라 하였고, 작위는 아들 장지가 이었다.

## 출전
- 사마천, 『사기』 권18 고조공신후자연표(高祖功臣侯者年表)
- 반고, 『한서』 권19하 백관공경표(百官公卿表) 下